# Bayeriola thymicola
Bayeriola thymicola är en tvåvingeart som först beskrevs av Jean-Jacques Kieffer 1888.  Bayeriola thymicola ingår i släktet Bayeriola och familjen gallmyggor. Inga underarter finns listade i Catalogue of Life.